# KPop Demon Hunters
KPop Demon Hunters è un film del 2025 diretto da Maggie Kang e Chris Appelhans.

## Trama
In un passato remoto, i demoni seminavano il panico sulla Terra rubando le anime per il loro sovrano, il Re Demone Gwi-Ma. A contrastarlo arrivarono tre giovani guerriere, le prime Cacciatrici, che grazie a canti pieni di speranza crearono l'Honmoon, uno scudo magico alimentato dalle anime umane, per proteggere il mondo dai demoni. Da allora, ogni generazione ha visto nascere un nuovo trio di Cacciatrici con lo scopo finale di creare l'Honmoon Dorato, una barriera così potente da separare per sempre i due mondi.
Nella generazione attuale, le Cacciatrici sono le Huntr/x, una popolare girl band K-pop composta da Mira, Zoey e Rumi, guidate da Celine, ex-Cacciatrice e tutrice di Rumi dopo la morte della madre. Dopo un tour mondiale, in cui le ragazze si sarebbero dovute prendere due settimane di pausa, Rumi sorprende tutti annunciando l'uscita del nuovo singolo Golden, ma durante l'anteprima live perde la voce e fugge. La verità è che Rumi nasconde un segreto: è per metà demone, figlia di un padre che non ha mai conosciuto, e i segni demoniaci si stanno allargando sul suo corpo, colpendole la gola. Celine lo sa e l'ha sempre spinta a nascondere i segni, anche a Mira e Zoey, finché l'Honmoon Dorato non sarà completato, rendendola completamente umana.
Nel mondo demoniaco, Gwi-Ma è furioso perché non ha più anime da divorare. Il demone Jinu propone allora una nuova strategia: attaccare le Cacciatrici tramite i fan, vera fonte dell'Honmoon. Per farlo, crea con altri quattro demoni una boy band rivale, i Saja Boys, chiedendo in cambio a Gwi-Ma di cancellargli i ricordi della sua vita umana.
Mentre Rumi cerca di recuperare la voce con tonici prescritti da un medico, le Huntr/x incontrano i Saja Boys che si esibiscono pubblicamente con il loro singolo Soda Pop. Riconoscendo in loro la natura demoniaca, le ragazze li affrontano: durante lo scontro, Jinu scopre che Rumi ha i suoi stessi segni demoniaci e, sorpreso, li nasconde a Mira e Zoey prima di fuggire. Incuriosito, decide di scoprire la verità su Rumi e usare il suo segreto per distruggere le Huntr/x.
Le ragazze iniziano a scrivere un nuovo brano, il dissing Takedown, per smascherare i rivali agli International Idol Awards. Intanto Rumi riceve un messaggio da Jinu tramite due demoni (una gazza e una tigre) e accetta di incontrarlo. Dopo un primo scontro, Jinu le racconta la sua storia: 400 anni prima era un ragazzo povero, dotato solo di un vecchio bipa con cui suonava. Gwi-Ma, attratto dalla sua sofferenza, gli diede una voce magica in cambio della sua anima e garantì a lui e alla sua famiglia una vita agiata a palazzo reale; da allora, però, è schiavo delle voci nella testa, come molti altri demoni. Le sue parole toccano Rumi, che inizia a riflettere su se stessa e sul proprio segreto.
La lotta tra i due gruppi si fa anche musicale, anche se più la scrittura del dissing procede, più Rumi inizia ad avere dei dubbi su esso. Durante un attacco in metro, le Huntr/x falliscono nel salvare i passeggeri e Rumi, sopraffatta, rivela il suo segreto a Jinu proponendogli un'alleanza per sconfiggere Gwi-Ma. Jinu sembra disposto ad aiutarla, colpito dal fatto che grazie a lei la sua voce è guarita.
Arrivati gli International Idol Awards, le Huntr/x decidono di esibirsi con Golden, al posto di Takedown per promuovere un messaggio più positivo, ma i Saja Boys si ritirano a sorpresa. Durante lo show tutto sembra procedere per il meglio, con la manifestazione dei segni della creazione dell'Honmoon Dorato, ma Mira e Zoey vengono ingannate e sostituite sul palco da dei demoni. Rumi è costretta a cantare Takedown e viene smascherata: il suo costume viene strappato rivelando i segni demoniaci. Sentendosi tradite, Mira e Zoey si rivoltano contro di lei. Rumi si allontana sconvolta, mentre Jinu le confessa di averle mentito per manipolarla, rivelando anche che il patto con Gwi-Ma serviva solo a salvare se stesso facendogli abbandonare la sua famiglia.
Rumi, disperata, distrugge l'Honmoon con la forza delle sue emozioni. Con lo scudo in pezzi, Gwi-Ma guadagna potere e facendo leva sul dolore e la tristezza ipnotizza i fan, il manager Bobby e persino Mira e Zoey, portandoli al concerto dei Saja Boys alla Namsan Tower. Rumi chiede a Celine di ucciderla, ma la donna si rifiuta e cerca di confortarla, esortandola a nascondere ancora una volta i suoi segni. Ma Rumi, delusa per non essere mai stata veramente accettata da lei, decide di affrontare la verità su di sé.
Al concerto, Gwi-Ma si manifesta nel mondo umano. I Saja Boys eseguono il brano Your Idol, attirando le persone verso le fiamme demoniache. Rumi, che finalmente ha accettato ciò che è, li interrompe e canta What It Sounds Like, un nuovo brano con cui risveglia Mira e Zoey dalla trance. Riunite, le tre ragazze affrontano Gwi-Ma e i demoni insieme al pubblico, che risvegliatosi dalla trance si unisce al loro canto. Gwi-Ma, però, è troppo potente e quando sta per colpire Rumi, Jinu la protegge, offrendole la sua anima per potenziare la sua spada, facendo ammenda per averla tradita. Rumi, Mira e Zoey riescono così a sconfiggere Gwi-Ma, salvare i fan e ricostruire l'Honmoon.
Alla fine, le Huntr/x decidono di prendersi una pausa. Trascorrono una giornata in una spa, un gesto simbolico per Rumi che ora non ha più bisogno di nascondersi. Le tre escono insieme, accolte dai fan, mentre in lontananza la gazza e la tigre le osservano.

## Personaggi
- Rumi: la protagonista e lead vocalist delle Huntr/x. Sua madre era una Cacciatrice e un membro delle Sunlight Sisters insieme a Celine, che ha cresciuto Rumi quando l'amica è morta, mentre suo padre è un demone, motivo dei suoi segni. È cresciuta con la convinzione di essere uno sbaglio, portandola ad avere paura di rivelare anche alle sue migliori amiche ciò che nasconde. La sua arma come Cacciatrice è una saingeom.[3]
- Jinu: demone e leader dei Saja Boys. Quattrocento anni prima Jinu era un povero suonatore di bipa che viveva in povertà con la madre e la sorella finché non strinse un patto con Gwi-Ma con cui salvò solo se stesso, abbandonando la sua famiglia. È sempre accompagnato da una tigre demone azzurra e da una gazza[n 1] a sei occhi con un cappellino, ispirati all'arte minhwa.[4]
- Mira: visual e ballerina delle Huntr/x. Mira ha un carattere duro, alcune volte irascibile e tosto, e non ha peli sulla lingua. La sua famiglia la definisce la "pecora nera" per via della sua natura ribelle. La sua arma come Cacciatrice è una gokdo, un'alabarda lunga.[3]
- Zoey: rapper, paroliera e membro più giovane delle Huntr/x. Zoey è coreana-americana ed è cresciuta a Burbank, in California. È considerata la più dolce e carina del trio, ma quando inizia a rappare diventa spaventosa. La sua arma come Cacciatrice sono degli shinkal, dei coltelli spirituali.[3]
- Celine: è la tutrice di Rumi, oltre a essere un ex-Cacciatrice e ex-membro delle Sunlight Sisters di cui faceva parte anche la madre di Rumi. Celine ha cresciuto Rumi nonostante il suo sangue demoniaco perché sua madre era la sua migliore amica, ma nonostante le abbia insegnato tutto quello che sa, non è mai riuscita ad accettare la sua diversità.
- Bobby: il manager e rappresentante delle Huntr/x. Bobby tiene molto alle ragazze ed è sempre disponibile ad aiutarle, anche se è ignaro del loro segreto.
- Saja Boys: sono quattro demoni di cui Jinu è il leader, cioè Abby, Mistery, Romance e Baby. I Saja Boys vengono eliminati da Zoey e Mira durante la battaglia finale.
- Gwi-Ma: l'antagonista del film nonché il re dei demoni. Il suo aspetto è quello di una gigantesca fiamma la cui forma richiama una mostruosa bocca, che si alimenta con le anime che divora.

## Produzione
La produzione di un film con titolo provvisorio K-Pop: Demon Hunters da parte di Sony Pictures Animation venne annunciata nel marzo 2021, con Maggie Kang e Chris Appelhans come registi, Hannah McMehan e Danya Jimenez come sceneggiatrici, Aron Warner e Michelle L.M. Wong come produttori, Mingjue Helen Chen come scenografa e Ami Thompson come direttrice artistica.
La storia fu concepita da Kang, che voleva realizzare un film "ambientato nella cultura coreana"; Kang si "immerse nella mitologia e nella demonologia per trovare qualcosa che potesse essere visivamente unico" rispetto ai "media tradizionali", e indicò il film come la propria "lettera d'amore al K-pop" e alle proprie "radici coreane". Pensando al character design delle protagoniste, Kang volle differenziarsi dalle "supereroine Marvel che erano semplicemente sexy, fantastiche e toste" a favore di "ragazze con la pancia, che ruttavano, che erano volgari, sciocche e divertenti", portando alla creazione di "qualcosa che racchiudesse tutti quegli elementi". Venne anche influenzata da "come Bong Joon-ho riesce a destreggiarsi tra così tanti toni diversi nei suoi film, tanto da farli sembrare molto animati". Appelhans si unì al progetto dopo che Kang gli ebbe raccontato le sue idee iniziali, avendo "sempre voluto fare un film sul potere della musica: unire, portare gioia, costruire una comunità". Sviluppando la storia dei cacciatori di demoni, decisero di giocare con "le donne sciamane della cultura coreana" poiché storicamente esse "cantavano e ballavano per proteggere il loro villaggio e le loro comunità".
Le tre componenti delle Huntr/x vennero modellate su girl group K-pop come Itzy, Blackpink e Twice, prendendo 2NE1 e Blackpink come riferimenti iniziali. L'ispirazione per Mira fu la modella coreana Ahn So-yeon. I Saja Boys vennero invece basati su boy band K-pop come TXT, BTS, Stray Kids, Ateez, Big Bang e Monsta X, mentre l'attore e cantante Cha Eun-woo fu la principale ispirazione per il loro leader, Jinu. Quest'ultimo è l'unico membro della band con un nome vero e proprio, mentre gli altri usano "nomi descrittivi degli archetipi K-pop". Baek Byung-yeul del The Korea Times ha affermato che lo stile di entrambi i gruppi si collega al "passato e al presente della Corea": le Huntr/x "indossano ciondoli norigae integrati nella moderna moda K-pop, mentre i Saja Boys si esibiscono in hanbok nero e cappelli tradizionali di crine di cavallo per la loro canzone Your Idol, evocando l'immagine del jeoseung saja, l'equivalente coreano della Morte"; anche le armi brandite dalle Huntr/x sono radicate in "oggetti tradizionali coreani".

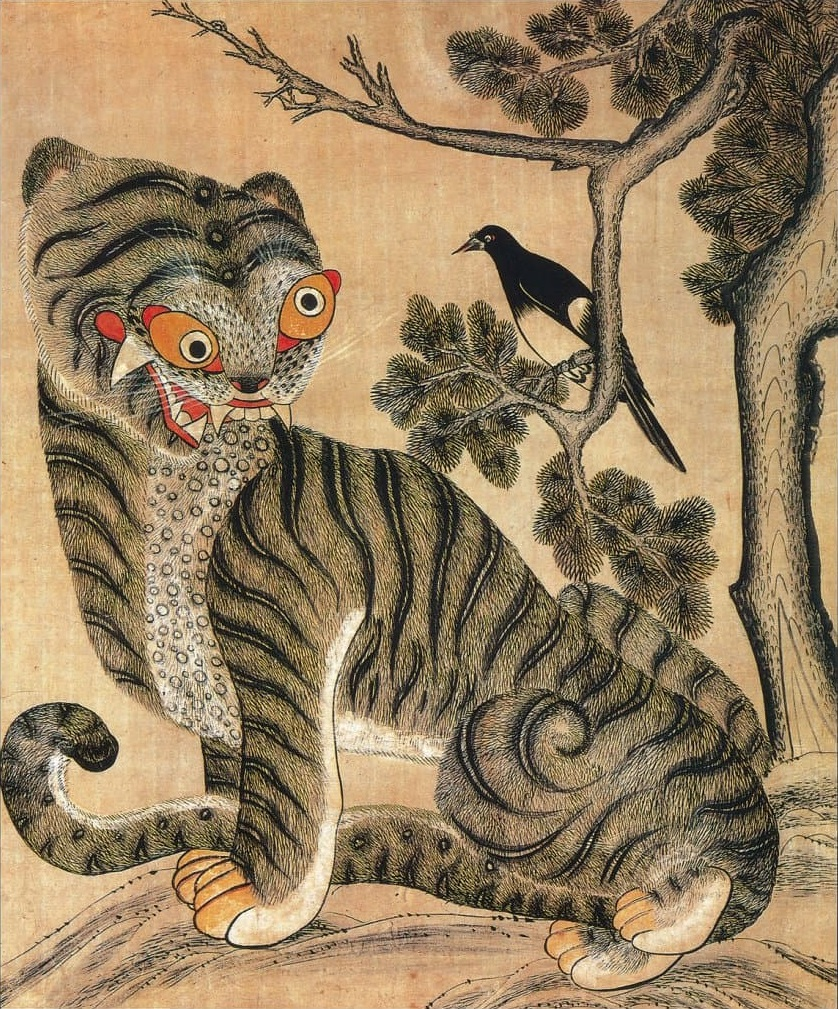
Dipinto minhwa raffigurante una tigre e una gazza.

Hanh Nguyen di Salon ha sottolineato come la tigre e la gazza di Jinu – chiamate rispettivamente Derpy e Sussy dal team creativo – siano basate sul minhwa, uno stile di arte coreana popolare durante il periodo Joseon; in particolare, i dipinti Hojak-do sono specializzati nell'affiancare tigri, gazze e pini. Queste raffigurazioni servivano da "frecciatina giocosa a chi deteneva il potere", e la gag del film in cui la gazza ruba il cappello alla tigre "sembra un affettuoso cenno a questa antica battuta visiva" secondo Park Han-sol del The Korea Times. L'artista Radford Sechrist ha spiegato che "la brillante tonalità blu di Derpy" è probabilmente dovuta alla scenografa Helen Mingjue Chen che voleva darle "un aspetto più magico" e ha confermato che Sussy ha "sei occhi in totale, tre per lato". Derpy era stata inizialmente concepita come un "personaggio divertente" senza un ruolo chiaro, ma non come una semplice spalla: l'ispirazione è arrivata da un dipinto di Chen raffigurante "una statua di una tigre che si trasforma in una vera tigre" accanto a Jinu con una camicia aperta, il che portò all'idea che Derpy fosse l'animale domestico di Jinu, diventato alla fine "fondamentalmente una cassetta postale" per aiutare i personaggi a comunicare; l'uccello venne aggiunto in seguito.

## Distribuzione
Quando il film fu annunciato per la prima volta nel marzo 2021, non era stata fissata una data di distribuzione. Più tardi quello stesso mese venne indicato che avrebbe avuto un'uscita nei cinema. Nell'aprile 2022, venne riferito che Netflix aveva presentato la richiesta di registrare il film. A febbraio 2023 venne confermato che sarebbe uscito in streaming durante un'intervista di Business Insider con l'amministratore delegato di Sony Pictures Tom Rothman. Nel giugno 2024, venne annunciato che era previsto per il 2025; nell'aprile successivo un animatore rivelò che sarebbe uscito a giugno dello stesso anno. Il film è stato distribuito su Netflix a partire dal 20 giugno 2025.
Oltre allo streaming su Netflix, KPop Demon Hunters ha avuto un'uscita cinematografica limitata in cinema selezionati in California e New York. Billboard ha osservato che questa uscita era "appena sufficiente a soddisfare i requisiti di ammissibilità ai riconoscimenti dell'Academy of Motion Picture Arts & Sciences".